# Treta amat'orska futbolna liga
La Treta amat'orska futbolna liga (in bulgaro Трета аматьорска футболна лига?, Terza lega calcistica dilettantistica), già V Amat'orska Futbolna Grupa (dalla V, terza lettera dell'alfabeto cirillico bulgaro), è il massimo campionato dilettantistico di calcio in Bulgaria e terzo nell'articolazione gerarchica del campionato bulgaro di calcio. 
È divisa in quattro gironi su base geografica: nord-ovest, sud-ovest, nord-est e sud-est. Prevede la promozione dei vincitori dei gironi, mentre le retrocessioni variano, a bilanciare gli esiti dei sottostanti campionati provinciali.

## Formato
Alla competizione partecipano un totale di 73 squadre divise in 4 gironi regionali, di numerosità variabile, che giocano partite di andata e ritorno. Al termine di esse, le vincenti dei gironi vengono promosse in Vtora profesionalna futbolna liga, mentre le ultime di ogni girone (o in alcuni casi le ultime due) vengono retrocesse nelle serie inferiori.

## Storia
Il terzo livello del campionato bulgaro fu creato nel 1950 con il nome di V Grupa con l'obiettivo di essere la serie di vertice per i campionati dilettantistici e regolare il passaggio verso le prime due serie del professionismo. Storicamente la V Grupa consiste di quattro gironi regionali, anche se il formato è stato variabile nel corso degli anni e in più di un'occasione una federazione regionale ha deciso di suddividere ulteriormente le sue squadre in più gironi.
Nel 2016 il campionato, seguendo quanto fatto con le altre serie, è stato rinominato in Treta Liga.

## Albo d'oro

### V Grupa (2010-2016)
| Stagione  | Nord-est        | Sud-est        | Nord-ovest       | Sud-ovest         |
| --------- | --------------- | -------------- | ---------------- | ----------------- |
| 2010-2011 | Spartak Varna   | Botev Plovdiv  | Bdin             | Slivniški Geroj   |
| 2011-2012 | Šumen           | Rakovski 2011  | Spartak Pleven   | Pirin Razlog      |
| 2012-2013 | Dobrudža        | Botev Gălăbovo | Akademic Svištov | Marek Dupnica     |
| 2013-2014 | Benkovski Byala | Sozopol        | Lokomotiv Mezdra | Pirin Blagoevgrad |
| 2014-2015 | Dunav Ruse      | Pomorie        | Spartak Pleven   | Oborište          |
| 2015-2016 | Čern. Balčik    | Nesebăr        | Etăr             | CSKA Sofia        |

### Treta Liga (2016-presente)
| Stagione  | Nord-est      | Sud-est           | Nord-ovest     | Sud-ovest       |
| --------- | ------------- | ----------------- | -------------- | --------------- |
| 2016-2017 | Čern. Balčik  | Zagorec           | Liteks Loveč   | Strumska Slava  |
| 2017-2018 | Dobrudža      | Arda Kărdžali     | Kariana Erden  | CSKA 1948 Sofia |
| 2018-2019 | Spartak Varna | Neftohimik Burgas | Spartak Pleven | Hebăr Pazardžik |
| 2019-2020 | Dobrudža      | Sozopol           | Jantra Gabrovo | Minjor Pernik   |
| 2020-2021 | Spartak Varna | Marica Plovdiv    | Levski Lom     | Marek Dupnica   |
| 2021-2022 | Dunav Ruse    | Krumovgrad        | Spartak Pleven | Belasica Petrič |
| 2022-2023 | Čern. Balčik  | Nesebăr           | Bdin           | Marek Dupnica   |
| 2023-2024 | Ludogorets C  | Nesebăr           | Lokomotiv GO   | Minjor Pernik   |